# São João Batista (Maranhão)
São João Batista é um município brasileiro do estado do Maranhão. Possui 19 966 habitantes (censo de 2010).

## História
A cidade de São João Batista teve origem numa gleba de terra determinada “Ponta” de propriedade do Major Raimundo Marques Figueiredo, fundador da cidade. Foram seus primeiros habitantes: Francisco Américo de Araújo, comerciante e senhor de engenho de moer cana-de-açúcar; Caetano Costa, figura de destaque na agricultura; Salustiano José da Serra, primeiro comerciante de “Ponta” em cujo comércio a população da área se abastecia; Joana Ferreira, senhora de grandes propriedades; José Bertolo de Carvalho, propriedade de terras; João Batista de Carvalho, agricultor de grande destaque.
Convém ressaltar que em sua casa residia e lecionava a primeira professora normalista, Dona Adalgisa, que teve uma atuação destacada no magistério, preparando o futuro intelectual de São João Batista, como também sua irmã Dona Agripina nomeada pela sede de São Vicente Férrer. Essas duas ilustres professoras foram nomeadas pelo governador Herculano Parga. Em 1919, a baixada Maranhense foi vítima de uma grande estiagem, que trouxe sérias preocupações à população desta região, sendo São Vicente Férrer, município de onde São João Batista foi desmembrado, o mais atingido pela seca.
Preocupados com os inúmeros prejuízos que a população sofria, com a falta de chuvas, o Major Figueiredo, pessoa de destaque e muito católico, prometeu mandar celebrar uma missa campal em “Ponta”, assim que a situação fosse normalizada com a chegada das chuvas. Em abril, quando começaram a cair as primeiras chuvas, a situação se normalizou e a promessa foi cumprida. A missa foi celebrada pelo Monsenhor José Braúlio Nunes, vigário de São Vicente Férrer e amigo do Major.
Dado o sucesso da festa e do ato religioso que atraiu gente de todo o município e de municípios vizinhos, acertaram o Major Figueiredo e o Monsenhor Bráulio a construção de uma capela e o Santo escolhido foi “São João Batista”, que mais tarde deu o nome à cidade. Essa imagem juntamente com a de São Benedito e a Nossa Senhora da Conceição, foram adquirida em São Luís pelo jovem Francisco Ferreira Figueredo.
São João Batista foi elevado à categoria de município em 15 de dezembro de 1958 pela lei estadual nº 1608.